# میگوی سفید چینی
میگوی سفید چینی (نام علمی: Fenneropenaeus chinensis) نام یک گونه از زیرراسته دارآبشش‌داران است.